# Davide Baldaccini
Davide Baldaccini (San Giovanni Bianco, 22 maggio 1998) è un ciclista su strada italiano che corre per il team Solution Tech Vini Fantini. Nel 2023 ha vinto una tappa al Tour of Qinghai Lake.

## Palmarès
- 2016 (Juniores)[1]

Trofeo Graziella e Francesco Pistolesi
Memorial Pietro Zipponi
1ª tappa Tre Giorni Orobica (San Paolo d'Argon)
Trofeo Comune di Arcore
- 2018 (Team Colpack)

Astico-Brenta
Gran Premio Montanino
- 2018 (Team Colpack)

Coppa Penna
Dalle Mura al Muro
- 2021 (Petroli Firenze-Hopplà-Don Camillo)

Giro della Valsangone
- 2023 (Team Corratec-Selle Italia, una vittoria)

3ª tappa Tour of Qinghai Lake (Guide > Huzhu)

### Altri successi
- 2024 (Corratec Vini Fantini)

Classifica scalatori Giro di Slovenia

## Piazzamenti

### Classiche monumento
- Milano-Sanremo

2024: 154º
- Giro di Lombardia

2024: 112º

### Competizioni mondiali
- Campionati del mondo

Doha 2016 - In linea Junior: 81º